# IC 2766
IC 2766 је спирална галаксија у сазвјежђу Лав која се налази на листи објеката дубоког неба у Индекс каталогу.
Деклинација објекта је + 12° 54' 14" а ректасцензија 11h 22m 23,0s. Привидна величина (магнитуда) објекта IC 2766 износи 15,2 а фотографска магнитуда 16,0.